# 1630.
1630. je četrto desetletje v 17. stoletju med letoma 1630 in 1639. 